# Aquilinae
Aquilinae ("Echte arenden") zijn een onderfamilie van havikachtigen. Er is geen consensus over de indeling in onderfamilies en welke geslachten tot deze onderfamilie behoren. Volgens Catanach et al 2024 kunnen de volgende geslachten hiertoe worden gerekend:
- Geslacht Aquila
- Geslacht Clanga
- Geslacht Hieraaetus
- Geslacht Ictinaetus
- Geslacht Lophaetus
- Geslacht Lophotriorchis
- Geslacht Nisaetus
- Geslacht Polemaetus
- Geslacht Spizaetus
- Geslacht Stephanoaetus

Echte haviken en sperwers (Accipitrinae) · Gieren van de Oude Wereld (Aegypiinae) · Echte arenden (Aquilinae) · Buizerdachtigen (Buteoninae) · Slangenarenden (Circaetinae) · Kiekendieven (Circinae) · Grijze wouwen en verwanten (Elaninae) · Gieren van de Oude Wereld (Gypaetinae) · Tandwouw en verwanten (Harpaginae) · Harpij-achtigen (Harpiinae) · Grijskophavik en verwanten (Lophospizinae) · Zanghaviken (Melieraxinae) · Wespendieven en verwanten (Perninae)